# 나절로미술관
나절로미술관은 전라남도 진도군 임회면 소재의 미술관이다.

## 연혁
- 2007년 5월 개관.

## 관람 안내
관람 시간
- 매일 오전 10시 ~ 오후 6시

휴관일
- 매주 월요일
- 설 연휴 및 추석 연휴

## 같이 보기
- 대한민국의 박물관과 미술관 목록